# Thalassocarididae
Thalassocarididae is een familie van kreeftachtigen uit de klasse van de Malacostraca (hogere kreeftachtigen).

## Geslachten
- Chlorotocoides Kemp, 1925
- Thalassocaris Stimpson, 1860